# Сан Джорио ди Суза
Сан Джо̀рио ди Су̀за (на италиански: San Giorio di Susa; на пиемонтски: San Geuri, Сан Джеури, на окситански: San Gœri, Сан Джьори, на френски: Saint-Joire, Сен Жоар) е село и община в Метрополен град Торино, регион Пиемонт, Северна Италия. Разположено е на 420 m надморска височина. Към 1 януари 2020 г. населението на общината е 971 души, от които 47 са чужди граждани.